# Exsurge Domine
Exsurge Domine (en llatí Aixeca't, Senyor) és una butlla papal feta pública el 15 de juny de 1520 pel papa Lleó X com a resposta als ensenyaments de Martí Luter i les seves 95 tesis, particularment a aquelles que s'oposaven al papat.
Tot i que la butlla no condemna directament tota la doctrina de Luter fins aquest moment, demanda específicament que es retracti del que considera que son 41 errors (la major part extrets de les 95 tesis, altres d'escrits menors o de discursos atribuïts a ell) en el termini de seixanta dies des de la publicació de la butlla a les regions veïnes a Saxònia. Aquest termini va acabar el 10 de desembre de 1520, dia en el qual Luter va cremar una còpia de la butlla, al costat de diversos volums de dret canònic, al pont d'Elster de Wittenberg. La pira va ser una resposta a la prèvia crema de llibres de Luter realitzada pel teòleg catòlic Johannes Eck en diversos llocs d'Alemanya. Segons les cròniques de l'època, Luter va exclamar mentre cremava la butlla: «Ja que has confós la veritat [o als sants] de Déu, avui el Senyor et confon a tu. Al foc amb tu», prafrasejant Salms 21:9-10
Ja que Luter es va negar a complir l'ordre del papa, Lleó X va signar la butlla Decet Romanum Pontificem el 3 de gener de 1521, i en va decretar la seva excomunió.
Se'n conserva una còpia a la Biblioteca Vaticana.